# كلية الطب التقويمي بجامعة ميشيغان الحكومية
كلية الطب التقويمي بجامعة ميشيغان الحكومية (بالإنجليزية: Michigan State University College of Osteopathic Medicine)‏ هي إحدى كليات تدريس الطب في الولايات المتحدة الأمريكية. تقع في مدينة إيست لانسنغ في ولاية ميشيغان الأمريكية. نوع الشهادة الطبية التي يتم تحصيلها هناك هي دو.